# بیبلسهایم
بیبلسهایم (به آلمانی: Biebelsheim) یک شهر در آلمان است که در باد کرویتسناخ واقع شده‌است.